# Loke
För andra betydelser, se Loke (olika betydelser).

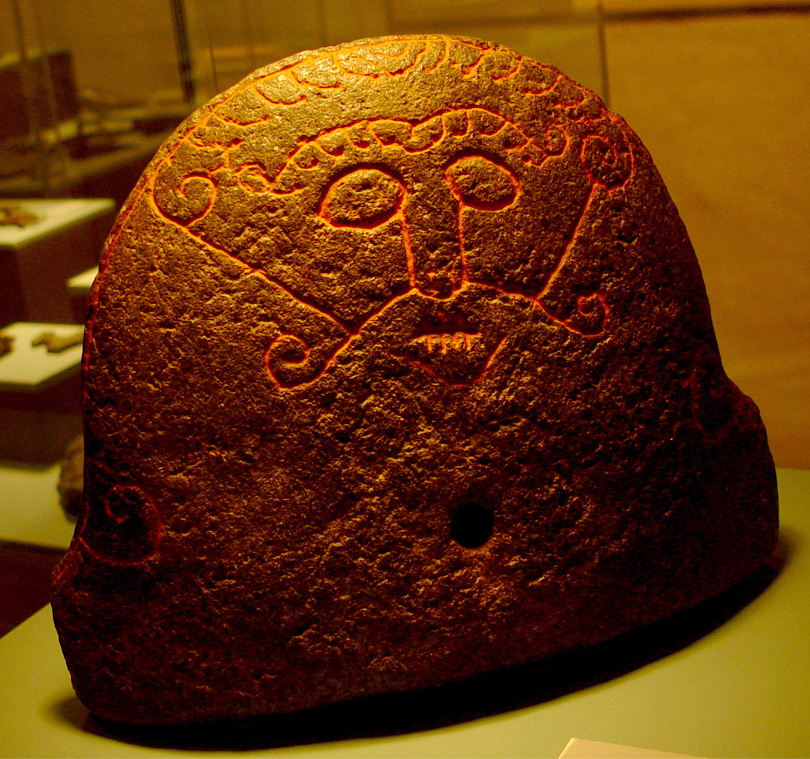
Snaptunstenen i Danmark har eventuellt den äldsta avbildningen av Loke, där den avbildade personen har hopsydd mun, något som Loke straffas med i sagorna.

Loke (fornnordiska: Loki, dialektalt: Locke) är en av asagudarna i nordisk mytologi, trots att han var son till en jätte. I den äldre Poetiska Eddan förekommer Loke i flera av dikterna och är en central figur i några av dem.

## Namn och identitet
Namnet Loke har ännu, trots många försök, inte tolkats etymologiskt övertygande. En teori går dock ut på att namnet är kopplat till ett fornnordiskt ord med betydelsen 'stänga' eller 'slutföra', vilket då skulle kunna hänsyfta på hans roll som den som frambringar undergången och slutet i Ragnarök. Anna Birgitta Rooth menade att Loke från början var en spindel och hänvisade bland annat till hans dialektala namn ”Locke” och Lockespindlar.
Vissa forskare menar att Loke är identisk med Lodur, som också är bror till Oden. Anledningen till detta är att Lodur aldrig nämns i någon annan berättelse än skapelsen av Yggdrasil och människorna. Dock nämns Loke ofta ihop med Oden och Höner som en trio, som i dikten Reginsmál, berättelsen om Tjatse och den färöiska folksagan Loka Táttur. I den sistnämnda beskrivs Loke som en positiv (men alltid slug) figur. Problemet som forskare har med den teorin är att Lokes handlingar längre fram i Prosaiska Eddan och Loketrätan inte verkar gå ihop med en positiv figur som Lodur. I 1300-talsverket Lokrur benämns Loke och Lodur som densamme, och flera teorier om detta betyder att författarna var bekanta med en likställning från en muntlig tradition eller har dragit slutsatsen från att ha läst Eddadikter.

### Andra namn
Loke kallades också för:
- Lopt ("luftfararen"), förmodligen eftersom han ägde skor vilka kunde föra honom genom luften och på vattnet.[4] Jämför Hermes i grekisk mytologi.
- Laufeys son, kenning i bland annat Kvädet om Trym och Loketrätan (Lokasenna).
- Vargens fader, i betydelsen att det var han tillsammans med jättinnan Angerboda som framavlade Fenrisulven.
- Hveðrungr ("vrålaren")
- Hirði-Týr ("gömmar-gud")
- Sagna hrærir ("Sagosporraren")

## Familj
Lokes far var jätten Farbaute och hans mor jättinnan Laufey ('lövö'). Hans bröder var Byleist och Helblinde. Han umgicks länge fritt med gudarna, och ingick till och med fostbrödralag med Oden. 
Loke hade sönerna Vale och Narfe med sin hustru Sigyn. Med jättinnan Angerboda hade han barnen Fenrisulven, Midgårdsormen (även kallad Jörmundgand) och Hel som styr över dödsriket Hel (Helheim). Fenrisulven kommer under Ragnarök att sluka Oden och Midgårdsormen kommer strida med Tor och de kommer att döda varandra. 
Loke blev även, i gestalt av ett sto, mor till Odens åttafotade häst Sleipner.

## Karaktär och handlingar
Loke är vacker till utseendet, men uppträder ibland som ondskan personifierad och slugast av alla jättar; han är nästan lika psykologiskt komplicerad som Oden bland gudarna. Då han dessutom kan förvandla sig till vad han vill och ändra både gestalt och kön, är han dramatiskt tacksam, så det är inte så konstigt att han, Tor och Oden är de tre vanligaste huvudpersonerna i den nordiska mytologin.
Fastän han har räddat gudarna ur många knipor är hans svek mycket större. I myten om Balders död var det han som lurade Höder att skjuta Balder till döds med en mistelpil. Som straff blev han fastbunden med sin son Narfes tarmar, som förvandlades till järn, i underjorden på tre vassa stenar; en under skuldrorna, en på hans länder och en under hans knäveck. Skade satte en giftorm ovanför hans ansikte så att den skulle droppa sitt gift i hans ögon, som straff för att han orsakade Tjatses död. Hans lojala hustru Sigyn står hela tiden med en skål för att hindra ormens gift att träffa Loke. Det sades att när Sigyn tog undan skålen för att tömma den när den blev full, droppade ormens etter på Loke, och då vred han sig så kraftigt av smärta i sina snaror att han framkallade jordskalv. Han ligger fången till Ragnarök, då han kommer frigöra sig och sedan anföra ondskans härskaror. Loke kommer då att möta Heimdall i strid, varpå de dödar varandra.
Det bör dock noteras att endast Snorres version av Eddan innehåller denna versionen av Balders död. I Saxos version dör Balder, i envig med Höder, som här är en människa, medan de kämpar om Nannas kärlek.  Med tanke på att Snorre även helt tar bort Lodur, som här ovan nämns kan vara densamma som Loke, ur skapelseberättelsen och istället kallar Odens bröder för Vile och Ve, kan Snorres motiv för att skriva in Loke i berättelsen ifrågasättas.

## Folktro, Loke i kulturen
Föreställningar om Loke överlevde i skandinavisk folktro fram till modern tid. I Sverige och Danmark så var han i slutet av 1800-talet och i början av 1900-talet känd som Locke. På Jylland är fraserna "Locke slår sin havre" och "Locke driver sina getter" nedtecknade i början av 1900-talet. Det betecknar ett fenomen på våren när solskenet skapar dimma från marken och som kan ses som svävande, skimrande luft vid det platta landskapets horisont. I Sverige förekom traditionen att när barnen tappade sina mjölktänder så kastades de i härden i det att man sade: "Locke, Locke,  ge mig en bentand, här har du en guldtand!"
Olika slags växter är också namngivna efter Locke, såsom Lockhavre, eller Lockens havre. Det finns enligt den danske folklivsforskaren Axel Olrik tre huvudsakliga teman i folktrons uppgifter om Locke; Han uppträder som ett "luftfenomen", är förbunden med den husliga härden och framträder även som en retfull nattlig varelse. Locke förekommer även i den svenska folkvisan Hammarhämtningen och kallas där Locke Leve (isl Loki Laufeyjarson).

## Bildgalleri

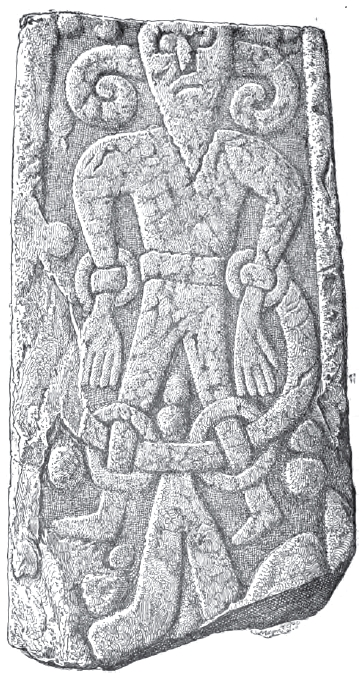
Fjättrade Loke på Kirkby Stephen Stone i staden Kirkby Stephen, England.
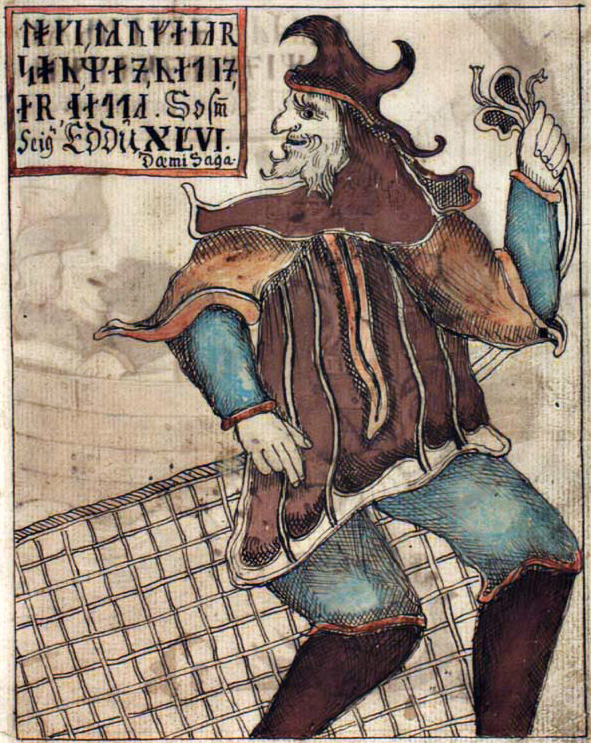
Isländsk avbildning av Loke från ett 1700-talsmanuskript.
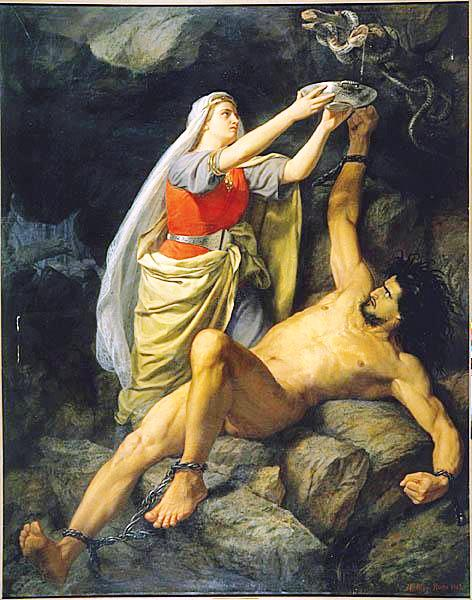
Loke och Sigyn. Målning av Mårten Eskil Winge 1863.
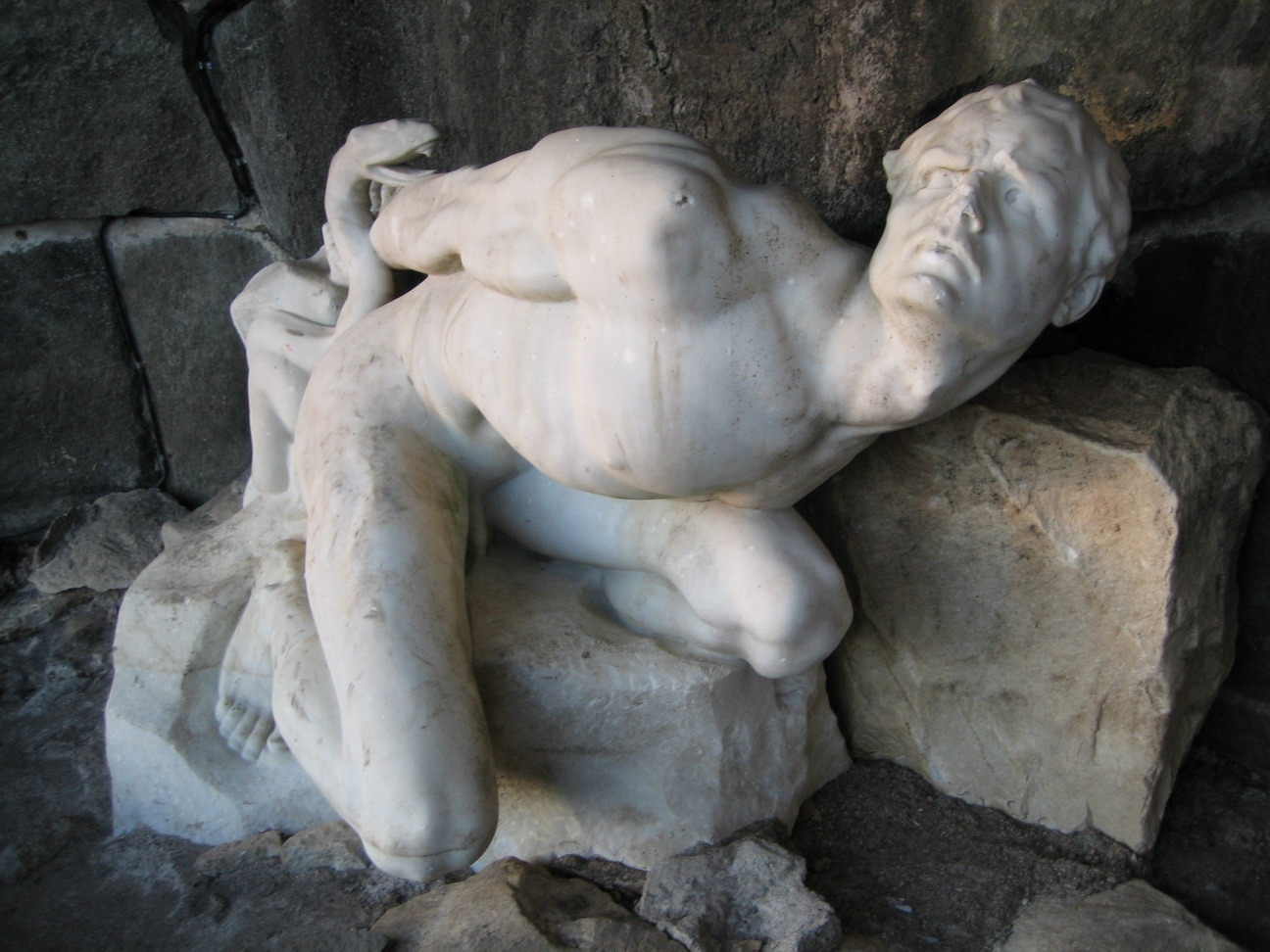
”Lokes straff”. Skulptur av Ida Matton 1923, Stockholms stadshus.